# Bosnisch-herzegowinische Männer-Handballnationalmannschaft
Die bosnisch-herzegowinische Männer-Handballnationalmannschaft repräsentiert den Handballverband von Bosnien und Herzegowina, (Bosnisch: Rukometni savez Bosne i Hercegovine), als Auswahlmannschaft auf internationaler Ebene bei Länderspielen im Handball gegen Mannschaften anderer nationaler Verbände.

## Geschichte
Vorgängermannschaft war die Jugoslawische Männer-Handballnationalmannschaft. Im Jahr 1993 bestritt die Auswahlmannschaft von Bosnien und Herzegowina ihr erstes Länderspiel. An der Qualifikation zur Europameisterschaft 1994 nahm die Mannschaft noch nicht teil. Die Teilnahme an einem großen Turnier gelang erst bei der Weltmeisterschaft 2015, bei das Team den 20. Platz belegte. Als Nächstes konnte man sich für die Europameisterschaft 2020 qualifizieren, allerdings wurden dann im Turnier alle drei Vorrundenspiele verloren und der 23. Platz belegt. Auch bei der Europameisterschaft 2022 belegte das Team Platz 23.

## Internationale Großereignisse

### Olympische Spiele
- Olympische Spiele 1996: nicht qualifiziert
- Olympische Spiele 2000: nicht qualifiziert
- Olympische Spiele 2004: nicht qualifiziert
- Olympische Spiele 2008: nicht qualifiziert
- Olympische Spiele 2012: nicht qualifiziert
- Olympische Spiele 2016: nicht qualifiziert
- Olympische Spiele 2020: nicht qualifiziert

### Weltmeisterschaften
- Weltmeisterschaft 1995: nicht qualifiziert
- Weltmeisterschaft 1997: nicht qualifiziert
- Weltmeisterschaft 1999: nicht qualifiziert
- Weltmeisterschaft 2001: nicht qualifiziert
- Weltmeisterschaft 2003: nicht qualifiziert
- Weltmeisterschaft 2005: nicht qualifiziert
- Weltmeisterschaft 2007: nicht qualifiziert
- Weltmeisterschaft 2009: nicht qualifiziert
- Weltmeisterschaft 2011: nicht qualifiziert
- Weltmeisterschaft 2013: nicht qualifiziert
- Weltmeisterschaft 2015: 20. Platz (von 24 Mannschaften)

Kader:  Benjamin Burić (7 Spiele/0 Tore), Nebojša Grahovac (4/0), Pedja Dejanović (3/0), Kosta Savić (2/2), Nikola Prce (4/3), Muhamed Zulfić (5/3), Mirko Mikić (7/6), Mirsad Terzić (7/7), Stefan Janković (7/7), Faruk Vražalić (7/9), Josip Perić (7/10), Vladimir Vranješ (7/13), Duško Čelica (7/14), Alen Ovčina (7/16), Muhamed Toromanović (7/17), Senjamin Burić (7/18), Ivan Karačić (7/20), Dejan Malinović (7/30). Trainer: Dragan Marković.
- Weltmeisterschaft 2017: nicht qualifiziert
- Weltmeisterschaft 2019: nicht qualifiziert
- Weltmeisterschaft 2021: nicht qualifiziert
- Weltmeisterschaft 2023: nicht qualifiziert

### Europameisterschaften
- Europameisterschaft 1994: nicht an der Qualifikation teilgenommen
- Europameisterschaft 1996: nicht qualifiziert
- Europameisterschaft 1998: nicht qualifiziert
- Europameisterschaft 2000: nicht qualifiziert
- Europameisterschaft 2002: nicht qualifiziert
- Europameisterschaft 2004: nicht qualifiziert
- Europameisterschaft 2006: nicht qualifiziert
- Europameisterschaft 2008: nicht qualifiziert
- Europameisterschaft 2010: nicht qualifiziert
- Europameisterschaft 2012: nicht qualifiziert
- Europameisterschaft 2014: nicht qualifiziert
- Europameisterschaft 2016: nicht qualifiziert
- Europameisterschaft 2018: nicht qualifiziert
- Europameisterschaft 2020: 23. Platz (von 24 Mannschaften)

Kader:  Benjamin Burić (3 Spiele/0 Tore), Igor Mandić (3/0), Srđan Predragović (3/0), Muhamed Toromanović (2/0), Dino Hamidović (1/0), Marin Vegar (3/1), Nebojša Grahovac (3/1), Ivan Karačić (3/1), Mirko Herceg (1/1), Senjamin Burić (3/3), Mirsad Terzić (3/3), Alen Ovčina (3/4), Josip Perić (2/4), Dejan Malinović (3/6), Vladimir Vranješ (3/7), Ibrahim Haseljić (3/8), Marko Panić (3/16), Nikola Prce (3/18). Trainer: Bilal Šuman.
- Europameisterschaft 2022: 23. Platz (von 24 Mannschaften)

Kader:  Benjamin Burić (3 Spiele/0 Tore), Nebojša Bojić (3/0), Mirsad Terzić (3/0), Dragan Šoljić (2/0), Ibrahim Haseljić (1/0), Adin Faljić (3/1), Luka Perić (1/1), Enes Keškić (3/2), Edin Klis (3/2), Milan Vukšić (3/2), Vladimir Vranješ (2/3), Vlado Draganić (3/4), Marko Lukić (3/4), Nikola Prce (2/5), Dino Hamidović (2/6), Mirko Herceg (2/7), Senjamin Burić (3/8), Ivan Karačić (3/8), Josip Perić (3/8). Trainer:  Ivica Obrvan.
- Europameisterschaft 2024: 24. Platz (von 24 Mannschaften)

Kader:  Benjamin Burić (2 Spiele/1 Tor), Admir Ahmetašević (3/0), Harun Hodžić (1/0), Luka Knežević (3/0), Igor Mandić (3/0), Senjamin Burić (1/1), Luka Perić (3/1), Marko Majstorović (3/1), Mirsad Terzić (3/1), Adi Mehmedćehajić (3/2), Amir Muhović (2/3), Dino Hamidović (3/4), Mirko Herceg (3/6), Vladan Đurđević (3/6), Adin Faljić (3/7), Nedim Hadžić (3/7), Marko Davidović (3/7), Marko Panić (3/13). Trainer:  Irfan Smajlagić.

## Weitere Turnierteilnahmen

### Mittelmeerspiele
Bei den Mittelmeerspielen in verschiedenen Ländern des Mittelmeerraumes ist Handball seit 1967, mit Ausnahme von 1971, fester Bestandteil. Dort erreichte die Auswahl folgende Platzierungen:
- Mittelmeerspiele 1993: 8. Platz (von 10 Mannschaften)
- Mittelmeerspiele 1997: 9. Platz (von 13 Mannschaften)

Kader:  Damir Cipurković, Mustafa Torlo, Adis Hadžić, Admir Aljić, Mustafa Kamarić, Senjanin Maglajlija, E. Sirčo, J. Hegicić, Mehmed Greda, A. Bašić, Mile Mijačinović, Mehmed Džudžo, Ismar Subasić, Jasmin Gojačić. Trainer: Sirčo.
- Mittelmeerspiele 2001: nicht teilgenommen
- Mittelmeerspiele 2005: nicht teilgenommen
- Mittelmeerspiele 2009: 9. Platz (von 9 Mannschaften)
- Mittelmeerspiele 2013: nicht teilgenommen
- Mittelmeerspiele 2018: nicht teilgenommen
- Mittelmeerspiele 2022: nicht teilgenommen

### Yellow Cup
Beim Yellow Cup in der Schweiz erreichte die Auswahl folgende Platzierungen:
- Yellow Cup 2024: 4. Platz (von 4 Mannschaften)

## Aktueller Kader
| Nr. | Spieler              | Geburtstag | Alter | Position        | Größe  | Gewicht | Verein                              | Lsp. | Tore |
| --- | -------------------- | ---------- | ----- | --------------- | ------ | ------- | ----------------------------------- | ---- | ---- |
| 16  | Admir Ahmetasević    | 05.06.1994 | 29    | Torhüter        | 1,95 m | 95 kg   | Pfadi Winterthur                    | 12   | 0    |
| 37  | Haris Buljina        | 13.10.1998 | 25    | Kreisläufer     | 1,93 m | 100 kg  | RK Sloboda Solana Tuzla             | 0    | 0    |
| 12  | Benjamin Burić       | 20.11.1990 | 33    | Torhüter        | 1,96 m | 102 kg  | SG Flensburg-Handewitt              | 78   | 5    |
| 8   | Senjamin Burić       | 20.11.1990 | 33    | Kreisläufer     | 1,98 m | 100 kg  | Skjern Håndbold                     | 82   | 197  |
| 39  | Ahmed Cabaravdić     | 02.11.2000 | 23    | Torhüter        | 2,03 m | 101 kg  | RK Konjuh Živinice                  | 0    | 0    |
| 50  | Faris Colaković      | 27.10.2003 | 20    | Rückraum rechts | 1,93 m | 86 kg   | RK Krivaja                          | 1    | 3    |
| 27  | Bekir Cordalija      | 02.10.2003 | 20    | Torhüter        | 2,05 m | 120 kg  | RK Vogosca                          | 2    | 0    |
| 34  | Marko Davidović      | 27.08.1992 | 31    | Rückraum Mitte  | 1,88 m | 90 kg   | HT Tatran Prešov                    | 9    | 20   |
| 36  | Vladan Đurđević      | 08.10.1996 | 27    | Rechtsaußen     | 1,86 m | 69 kg   | MRK Sloga Doboj                     | 0    | 0    |
| 15  | Adin Faljić          | 24.09.2000 | 23    | Kreisläufer     | 1,97 m | 120 kg  | RK PPD Zagreb                       | 9    | 0    |
| 60  | Nikola Grujić        | 10.09.1993 | 30    | Rückraum Mitte  | 1,80 m | 92 kg   | RK Vogosca                          | 0    | 0    |
| 66  | Kenan Hadziavdić     | 16.08.2005 | 18    | Linksaußen      | 1,92 m | 80 kg   | RK Konjuh Živinice                  | 0    | 0    |
| 21  | Nedim Hadzić         | 22.03.2000 | 23    | Rückraum rechts | 1,89 m | 88 kg   | RK Borac Banja Luka                 | 4    | 0    |
| 23  | Dino Hamidović       | 11.07.1996 | 27    | Rückraum links  | 1,95 m | 92 kg   | RK Gračanica                        | 14   | 26   |
| 3   | Ibrahim Haseljić     | 14.01.1998 | 25    | Rechtsaußen     | 1,92 m | 92 kg   | RK Gorenje Velenje                  | 15   | 24   |
| 5   | Mirko Herceg         | 26.02.1992 | 31    | Rückraum links  | 1,95 m | 99 kg   | Csurgói KK                          | 17   | 32   |
| 40  | Harun Hodžić         | 07.06.2000 | 23    | Torhüter        | 1,95 m | 87 kg   | Chambéry Savoie Mont Blanc Handball | 2    | 0    |
| 44  | Adnan Isaković       | 27.04.2000 | 23    | Rückraum Mitte  | 1,87 m | 82 kg   | RK Gračanica                        | 1    | 0    |
| 6   | Damir Kadrić         | 03.01.2001 | 23    | Rückraum links  | 1,94 m | 94 kg   | RK Maglaj                           | 3    | 6    |
| 18  | Amar Kendić          | 29.03.2001 | 22    | Rechtsaußen     | 1,88 m | 80 kg   | RK Maglaj                           | 0    | 0    |
| 20  | Luka Knezević        | 11.02.2000 | 23    | Rückraum links  | 1,95 m | 91 kg   | RK Sloboda Solana Tuzla             | 2    | 0    |
| 35  | Marko Majstorović    | 24.09.2001 | 22    | Linksaußen      | 1,87 m | 86 kg   | MRK Krka                            | 1    | 0    |
| 26  | Igor Mandić          | 16.10.1991 | 32    | Rückraum links  | 1,96 m | 101 kg  | Sélestat AHB                        | 15   | 3    |
| 9   | Adi Mehmedcehajić    | 20.06.2001 | 22    | Linksaußen      | 1,91 m | 82 kg   | RK Gračanica                        | 8    | 6    |
| 33  | Omer Mehmedović      | 19.02.2000 | 23    | Rückraum Mitte  | 1,88 m | 85 kg   | RK Gračanica                        | 0    | 0    |
| 70  | Aleksandar Milojević | 18.05.1992 | 31    | Rückraum rechts | 1,98 m | 98 kg   | RK Leotar Trebinje                  | 0    | 0    |
| 43  | Mirko Misetić        | 12.06.2000 | 23    | Linksaußen      | 1,88 m | 85 kg   | RK Sloboda Solana Tuzla             | 0    | 0    |
| 80  | Amir Muhović         | 02.12.1999 | 24    | Kreisläufer     | 2,04 m | 104 kg  | RK Borac Banja Luka                 | 6    | 6    |
| 38  | Ermin Ombasa         | 25.04.2001 | 22    | Kreisläufer     | 1,83 m | 103 kg  | RK Vogosca                          | 0    | 0    |
| 10  | Marko Panić          | 10.03.1991 | 32    | Rückraum rechts | 1,97 m | 101 kg  | Montpellier Handball                | 60   | 170  |
| 99  | Mario Pavlak         | 30.03.1996 | 27    | Rückraum Mitte  | 1,82 m | 85 kg   | RK Sloboda Solana Tuzla             | 5    | 1    |
| 17  | Luka Perić           | 13.03.2003 | 20    | Rechtsaußen     | 1,95 m | 88 kg   | RK Celje Pivovarna Laško            | 10   | 16   |
| 19  | Niksa Petrović       | 01.04.2004 | 19    | Rückraum Mitte  | 1,82 m | 73 kg   | RK Borac Banja Luka                 | 0    | 0    |
| 28  | Srđan Predragović    | 04.07.1995 | 28    | Rechtsaußen     | 1,97 m | 97 kg   | HSG Graz                            | 18   | 25   |
| 14  | Mirsad Terzić        | 12.07.1983 | 40    | Rückraum Mitte  | 1,96 m | 110 kg  | Wisła Płock                         | 169  | 459  |

## Bisherige Trainer
- Senad Fetahagić (1993–2000)
- Sead Hasanefendić (2. Juni 2000 – 24. September 2002)
- Abas Arslanagić (24. September 2002 – 23. Oktober 2003)
- Jasmin Mrkonja (23. Oktober 2003 – 2. Juli 2004)
- Kasim Kamenica (2. Juli 2004 – 9. November 2005)
- Vojislav Rađa (9. November 2005 – 20. April 2006)
- Halid Demirović (6. Oktober 2006 – 31. August 2009)
- Vojislav Rađa (8. September 2009 – 21. Juni 2011)
- Dragan Marković (26. Oktober 2011 – 16. Juni 2016)
- Bilal Šuman (25. August 2016 – 17. Februar 2021)
- Ivica Obrvan (17. Februar 2021 – Januar 2022)
- Irfan Smajlagić (1. Oktober 2022 – 26. Februar 2024)
- Damir Doborac (seit 8. April 2024)

## Weitere ehemalige Nationalspieler
- Dalibor Anušić
- Denis Bahtijarević
- Edin Bašić
- Malik Beširević
- Mirza Čehajić
- Damir Doborac
- Nebojša Golić
- Faruk Halilbegović
- Adnan Harmandić
- Marinko Kelečević
- Vladan Krasavac
- Muhamed Memić
- Damir Radončić
- Danijel Šarić
- Goran Suton
- Enid Tahirović
- Mirsad Terzić